# 1987年梅竹賽
民國76年（1987年）丁卯梅竹賽為第十九屆國立清華大學與國立交通大學之間的梅竹賽，於該年3月12日至3月22日舉行。本屆賽事由國立交通大學主辦，國立清華大學協辦。本屆不設總錦標，有13項友誼賽，國立交通大學獲得6項勝利，國立清華大學獲得5項勝利，兩項賽事因故未能成賽。

## 舉辦過程
民國73年（1984年），梅竹賽前的籌委會上，兩校代表各有立場，經三次籌委會決定四項原則：一、取消總錦標。二、比賽場地移回校內。三、比賽時間延長。四、比賽項目可刪減。最後由於比賽時間無法達成協議而停辦，並在第四次籌委會中通過「無限期延期」動議。
民國74年（1985年），兩校籌委於1月5日舉行談話會，收回無限期延期動議。
民國75年（1986年），兩校籌委對梅竹賽舉辦事宜相持不下，加上雙方師長立場不同，後兩校籌委一致提出總辭。但本年度由交大主辦「梅竹教師聯賽」，有棋藝、桌球、橋藝、籃球、壘球、網球、大隊接力等7個項目。
丁卯梅竹賽前，梅竹賽已停辦三屆（1984年甲子梅竹賽、1985年乙丑梅竹賽、1986年丙寅梅竹賽），即將畢業的大四學生從未見識過梅竹賽，復賽之聲日益升高。1986年8月，交大訓導長，請交大活動中心總幹事與清大代聯會主席磋商舉辦梅竹賽事宜，兩校希望由師長先就比賽項目取得協議，10月4日、12月19日會議後就比賽項目達成協議，比賽項目為男排、女排、男籃、女籃、足球、棒球、國辯、橋賽、棋賽、羽球、網球、桌球與大隊接力13個項目，並決議梅竹賽時間為1987年3月12日至22日。本屆賽事為聯誼性質，不設總錦標與分項錦標。

## 賽事結果

### 友誼賽
| 項目     | 比賽日期      | 勝隊 | 備註           |
| -------- | ------------- | ---- | -------------- |
| 男排     | 1987年3月12日 | 交大 | 3：0，交大勝   |
| 女排     | 1987年3月13日 | 交大 | 2：0，交大勝   |
| 網球     | 1987年3月14日 | 交大 | 5：0，交大勝   |
| 男籃     | 1987年3月14日 | 清大 | 53：49，清大勝 |
| 足球     | 1987年3月15日 | 清大 | 2：0，清大勝   |
| 棋賽     | 1987年3月15日 | 交大 | 48：32，交大勝 |
| 國辯     | 1987年3月16日 | 清大 | 7：2，清大勝   |
| 羽球     | 1987年3月17日 | 交大 | 3：1，交大勝   |
| 橋賽     | 1987年3月18日 | 清大 | 70：50，清大勝 |
| 女籃     | 1987年3月19日 | 清大 | 29：26，清大勝 |
| 桌球     | 1987年3月20日 | 交大 | 7：2，交大勝   |
| 棒球     | 1987年3月21日 |      | 清大罷賽       |
| 大隊接力 | 1987年3月22日 |      | 清大罷賽       |

## 爭議
3月19日女籃球項目清大獲勝後，有清大學生帶校旗進場繞場，群眾鼓譟高唱校歌並高喊「驅竹出境」；3月20日桌球項目結束，有交大學生將沖天炮射向散場人群，引起軒然大波，雙方各執一詞，賽程停頓，陷入僵局。清大宣布3月21日的棒球、3月22日的大隊接力罷賽。